# Carl Carls
Carl Johan Margot Carls (* 16. September 1880 in Varel, Oldenburg; † 11. September 1958 in Bremen) war ein deutscher Schachmeister.

## Schachkarriere
Als 13-Jähriger erlernte Carls das Schachspiel. Er studierte ein Buch von Tarrasch, der von da an sein Vorbild war. Während seines beruflichen Aufenthaltes in Hannover lernte er die Schachmeister Bernstein und Fahrni kennen, mit denen er viele Privatpartien spielte.
1898 nahm Carls in Köln erstmals an einem Turnier des Deutschen Schachbundes teil. Als Mitglied des 13. Kongresses des Deutschen Schachbundes setzte er sich insbesondere für eine der bedeutendsten Veranstaltungen ein, die die Schachwelt bis dahin noch nicht erlebt hatte. Ein Schachturnier im Blindschach simultan gegen 21 Gegner, damaliger Weltrekord, bei dem sich ferner alle Spieler untereinander beraten und ihre Partien während des Spiels auf ihren Taschenschachsets analysieren durften. Carls organisierte die Veranstaltung und führte sie am 27. Juli 1902 um 14.00 Uhr im großen Saale des Kaisers-Cafés zu Hannover durch. Innerhalb und außerhalb der Schachwelt wurde heiß diskutiert, ob ein Mensch dazu in der Lage sein könne, von der Eröffnung bis zum Endspiel allein aus dem Gedächtnis heraus ohne weitere Hilfsmittel die Partien zu spielen. Harry Nelson Pillsbury, der als ein Phänomen der Schachwelt gilt, trat gegen die stärksten Schachspieler seiner Zeit an, eine weitere Besonderheit dieser weltweit beachteten Veranstaltung, und gewann nach 12 Stunden 3 Partien, bei 11 Unentschieden und 7 Niederlagen. Carls schätzte das Turnier sehr hoch ein: „Nie wieder hatte ein Blindspieler gegen eine auch nur annähernd gleichstarke Gegnerschaft zu kämpfen gehabt“. Zwei Wochen später wiederholte Carls die Veranstaltung in Bremen mit 12 Teilnehmern. Diesmal gewann Pillsbury 10 Partien. Carls nahm selbst an beiden Turnieren teil und konnte beim ersten Versuch ein beachtliches Unentschieden erreichen, bei der zweiten Partie in Bremen verlor er. 1905 belegte er im Meisterturnier von Hamburg den 4. Rang und erhielt den Schönheitspreis für die beste Partie. 1911 bekam er den Titel Deutscher Meister. 1912 nahm er in Breslau beim 18. Kongress des Deutschen Schachbundes erstmals an einem internationalen Meisterturnier teil. Weitere Erfolge waren 1922 der zweite Platz in Bad Oeynhausen und sein Abschneiden bei der Schacholympiade 1927 in London: Mit 9,5 aus 15 war er der beste deutsche Spieler. Bei der Amateurweltmeisterschaft in Den Haag 1928 belegte er Platz 7. 1930 war er bei der Schacholympiade in Hamburg nochmals Mitglied der deutschen Nationalmannschaft. Er gewann 1930 und 1936 zwei Team-Bronzemedaillen. Während des Zweiten Weltkriegs belegte er bei Krakau – Warschau 1941 den 10. bis 12. Platz.
1934 gewann er in Aachen das Turnier um die Meisterschaft von Deutschland vor Heinrich Reinhardt und Ludwig Rödl und erhielt den Titel Meister von Deutschland. 1951 verlieh ihm die FIDE den Titel Internationaler Meister.
Carls war ein guter Positionsspieler und sehr stark im Endspiel. Ein Kommentator charakterisierte eine typische Carls-Partie mit den Worten: Der Gegner wird langsam zermürbt, der Angriff kaltschnäuzig abgewiesen und dann mit vollen Segeln in ein Endspiel eingelenkt, in dem der Gegner um ein Kleines im Nachteil ist und nun unbarmherzig Schritt für Schritt an den Abgrund gedrängt wird.
Carls war Ehrenmitglied der Bremer Schachgesellschaft von 1877, des Hannoverschen SK und des Schachverbandes Weser-Ems.

## Eröffnung
Carls eröffnete seine Partien mit Weiß stets mit dem Zug 1. c2–c4. Diese Eröffnung wurde daher auch Carls-Eröffnung oder auch Bremer Partie genannt. Heute wird dieser Spielanfang als Englische Eröffnung bezeichnet und ist in der Turnierpraxis häufig anzutreffen. Mit anderen Eröffnungen beschäftigte er sich kaum, da ihm sein Beruf zu wenig Zeit dafür ließ.
Zu Carls aktiver Zeit war der Wert dieser Eröffnung umstritten. Vor dem Turnier in Breslau 1912 nannte Tarrasch den ersten Zug c4 einen ganz dummen Zug. Carls revanchierte sich, indem er in diesem Turnier Tarrasch mit Weiß und natürlich mit c4 in einer viel beachteten Partie besiegte.
Eine andere Anekdote ist unvergessen: Als Carls bei einer Turnierpartie Weiß hatte, klebte ein Witzbold vor der Partie heimlich den Bauer c2 auf dem Brett fest. Carls kam ans Brett, zog kraftvoll mit dem c-Bauern – und zur Freude aller Umstehenden flogen alle Figuren herum.
Mit Schwarz bevorzugte er die Caro-Kann-Verteidigung. Mit dieser Eröffnung gewann er 1914 in Oldenburg eine berühmte Kurzpartie gegen Schuster:
1. e2–e4 c7–c6 2. d2–d4 d7–d5 3. Sb1–c3 d5xe4 4. Sc3xe4 Sg8–f6 5. Se4–g3 h7–h5 6. Lc1–g5 h5–h4 7. Lg5xf6 h4xg3 8. Lf6–e5 Th8xh2! 9. Th1xh2 Dd8–a5+ 10. c2–c3 Da5xe5+ 11. d4xe5 g3xh2 Weiß gab auf. Er kann nicht verhindern, dass sich der Bauer in eine Dame umwandelt und Schwarz danach über eine Figur mehr verfügt.

## Berufliche Laufbahn
Nach dem Ende der Schulzeit absolvierte Carls eine kaufmännische Lehre und arbeitete danach als Bankangestellter bis 1906 in Hannover. Danach übersiedelte er nach Bremen. Hier gehörte er zu den Gründern der Bremer Creditbank. 1908 wurde er Direktor dieser Bank.